# Knurrhähne
Die Knurrhähne (Triglidae) sind eine Familie bodenbewohnender Meeresfische. Sie kommen in allen Schelfmeeren vor und leben bevorzugt auf sandigem oder weichem Grund, in dem sie mit ihren verlängerten Flossenstrahlen nach Nahrung stochern. Die Tiere leben in Wassertiefen von bis zu 400 Metern. Namensgebend für die Familie ist die Fähigkeit, knurrende oder grunzende Geräusche von sich zu geben. Diese Geräusche erzeugen die Fische mittels eines Muskels, der die zweikammerige Schwimmblase zum Vibrieren bringt. Die Nahrung der Knurrhähne besteht aus kleinen Fischen, Krebstieren und Weichtieren.

## Merkmale
Typisch für die Knurrhähne sind die mit Geschmackszellen besetzten und zu Tastorganen umgebildeten unteren zwei bis drei Strahlen der Brustflossen, mit denen die Knurrhähne auch kurze Strecken über den Meeresgrund trippeln können. Die Brustflossen sind groß, flügelartig und ihr Rand ist oft auffallend blau gefärbt. Sie werden bei der Balz und beim Drohen gespreizt und dienen als Tragflächen beim Schwimmen. Die Spitzen ihrer frei stehenden Strahlen sind mit Papillen versehen, die unseren Geschmacksknospen ähneln, und die Fische können somit auch über chemische Reize vergrabene Beute finden.
Markant ist auch die Kopfform sowie das große, breite, endständige Maul. Die Lippen sind fleischig, die Zähne auf den Kiefern und dem Gaumen bürstenartig. Der Kopf ist mit zahlreichen Leisten gepanzert und an Kiemen- und Vorderkiemendeckeln mit Stacheln besetzt. An der Schnauze können sich zwei Rostralfortsätze befinden. Knurrhähne werden je nach Art zehn bis 75 Zentimeter lang.
Die Rückenflosse ist geteilt, die erste hartstrahlige Rückenflosse ist viel kürzer und höher als die zweite weichstrahlige. Die Basis der Rückenflossen sind mit spitzen Schildern geschützt. Die Schwanzflosse ist groß und eingedellt. Die Bauchflossen sind brustständig. Knurrhähne sind oft rötlich, aber auch silbrig oder dunkel gefärbt.
Flossenformel: Dorsale 1 VII–XI, Dorsale 2 10–23, Anale 0–I/11–23, Caudale 9–10
Knurrhähne sind geschätzte Speisefische.

## Innere Systematik
Es gibt vier Unterfamilien und 15 Gattungen mit etwa 170 Arten. Die Panzerknurrhähne, die ursprünglich als eigenständige Familie galten, werden als Schwestergruppe einer Klade von Pterygotriglinae und Triglinae seit kurzem den Knurrhähnen als vierte Unterfamilie zugeordnet.

### Unterfamilie Prionotinae
In der Unterfamilie Prionotinae ist die Seitenlinie auf der Schwanzflosse nicht gegabelt. Ein Band (Baudelots Ligament) verbindet das obere Ende des Schultergürtels mit dem Hinterschädel. Die Basihyale, ein Element zwischen den Zungenbeinen, ist vorhanden. Der distale Abschnitt der proximalen Pterygiophoren ist nicht erweitert. 26 Wirbel. Die Arten der Prionotinae kommen im westlichen Atlantik, inkl. der Karibik vor, und im östlichen Pazifik.

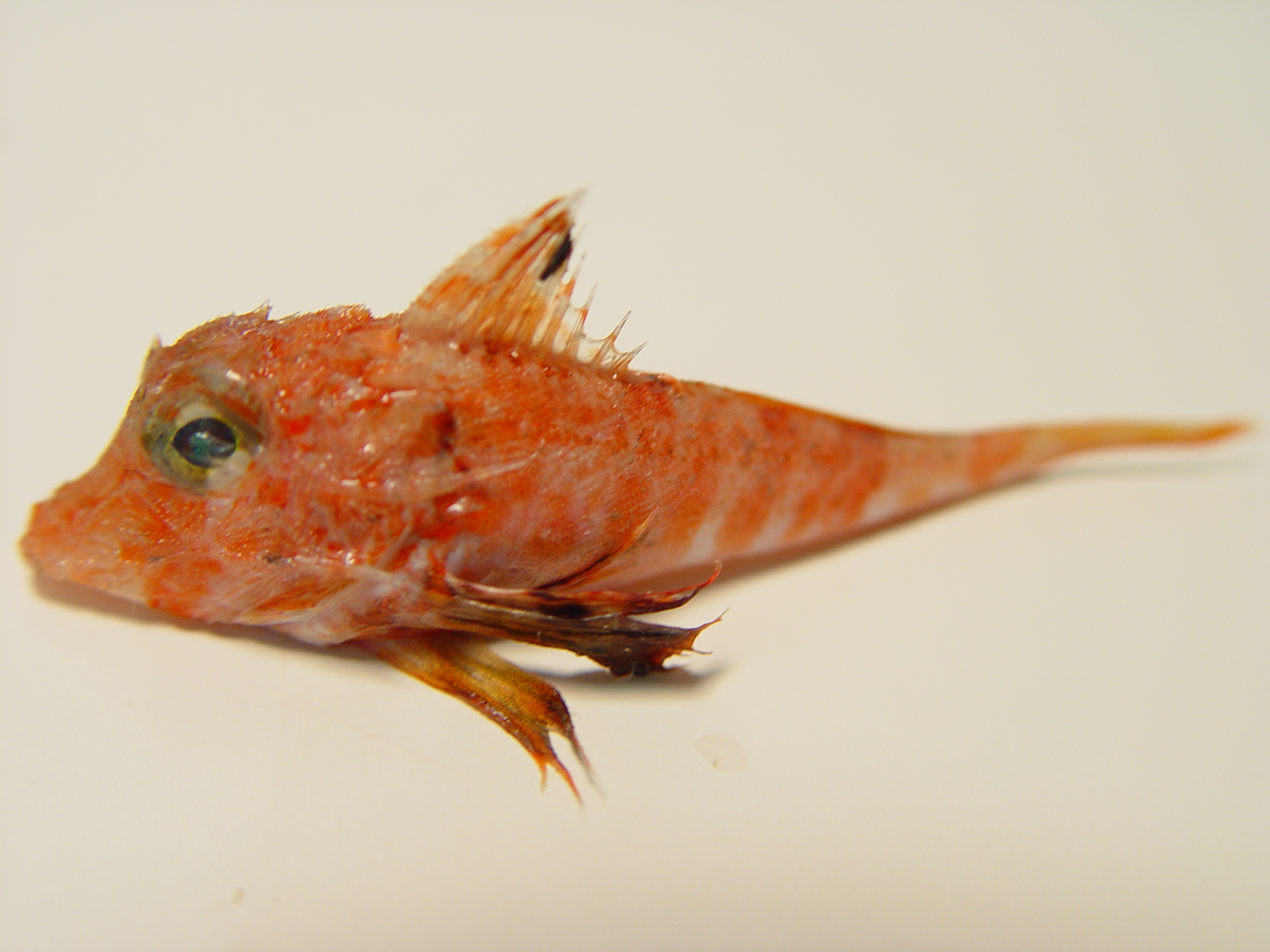
Bellator brachychir

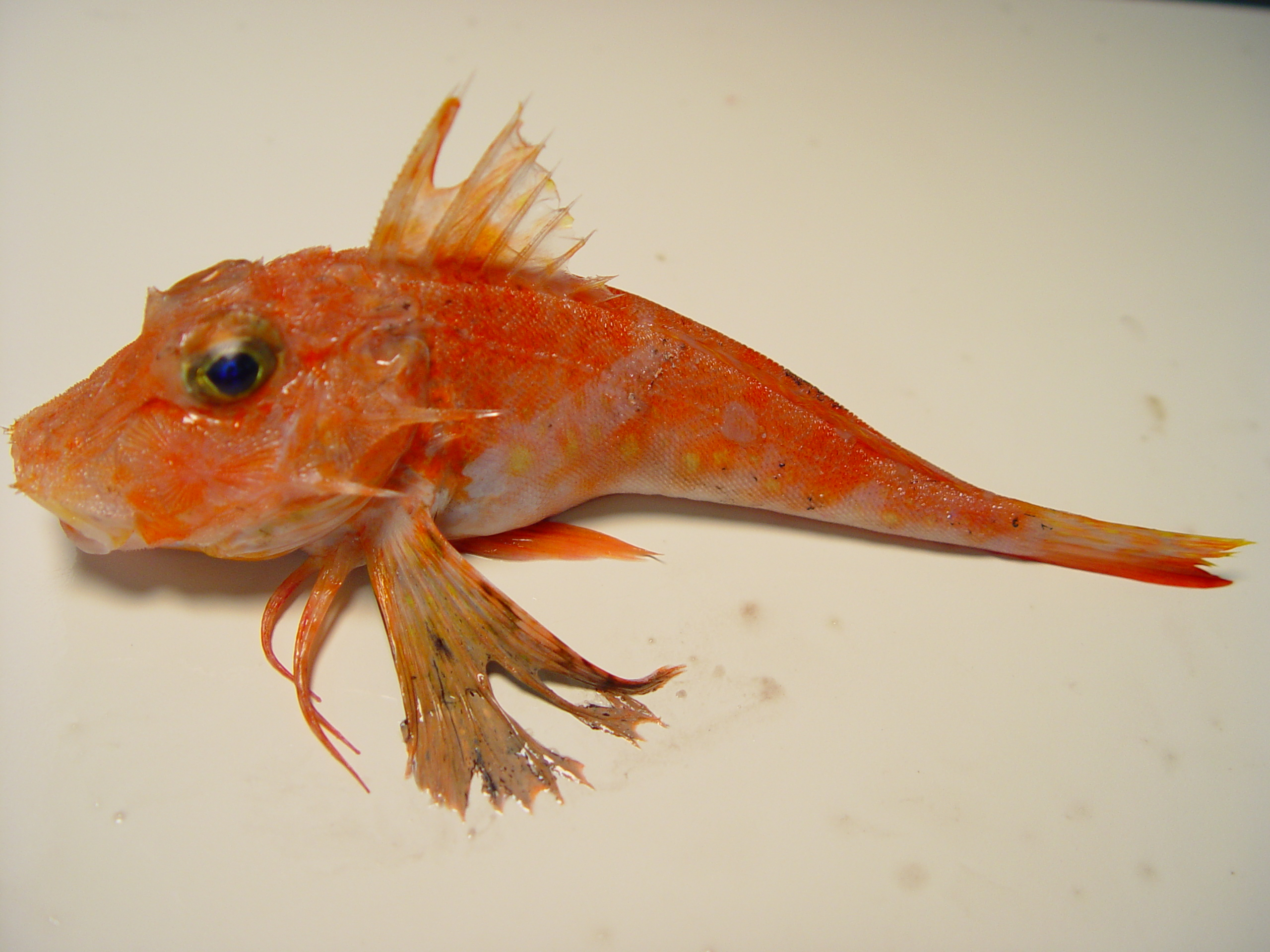
Bellator egretta

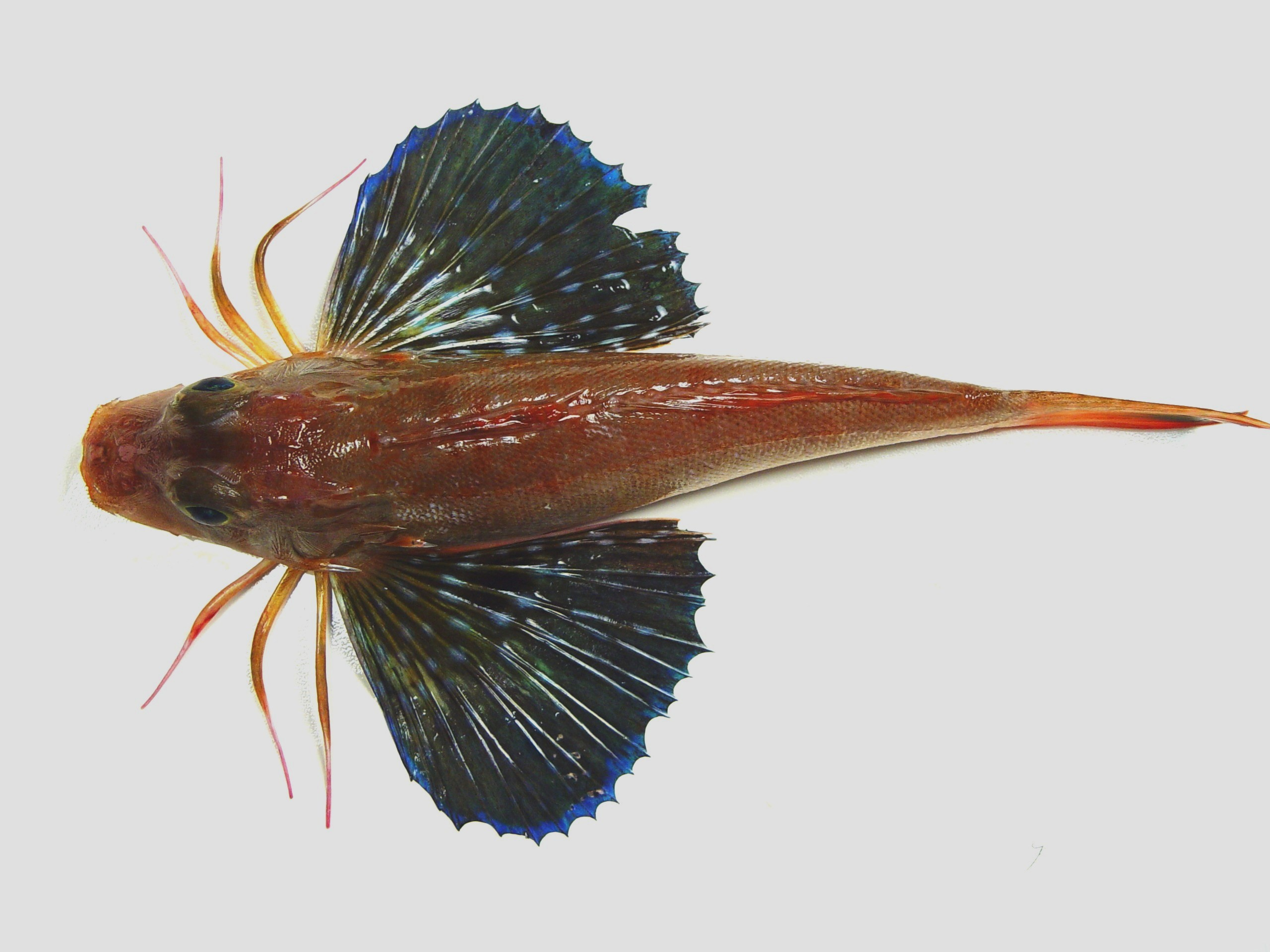
Prionotus longispinosus

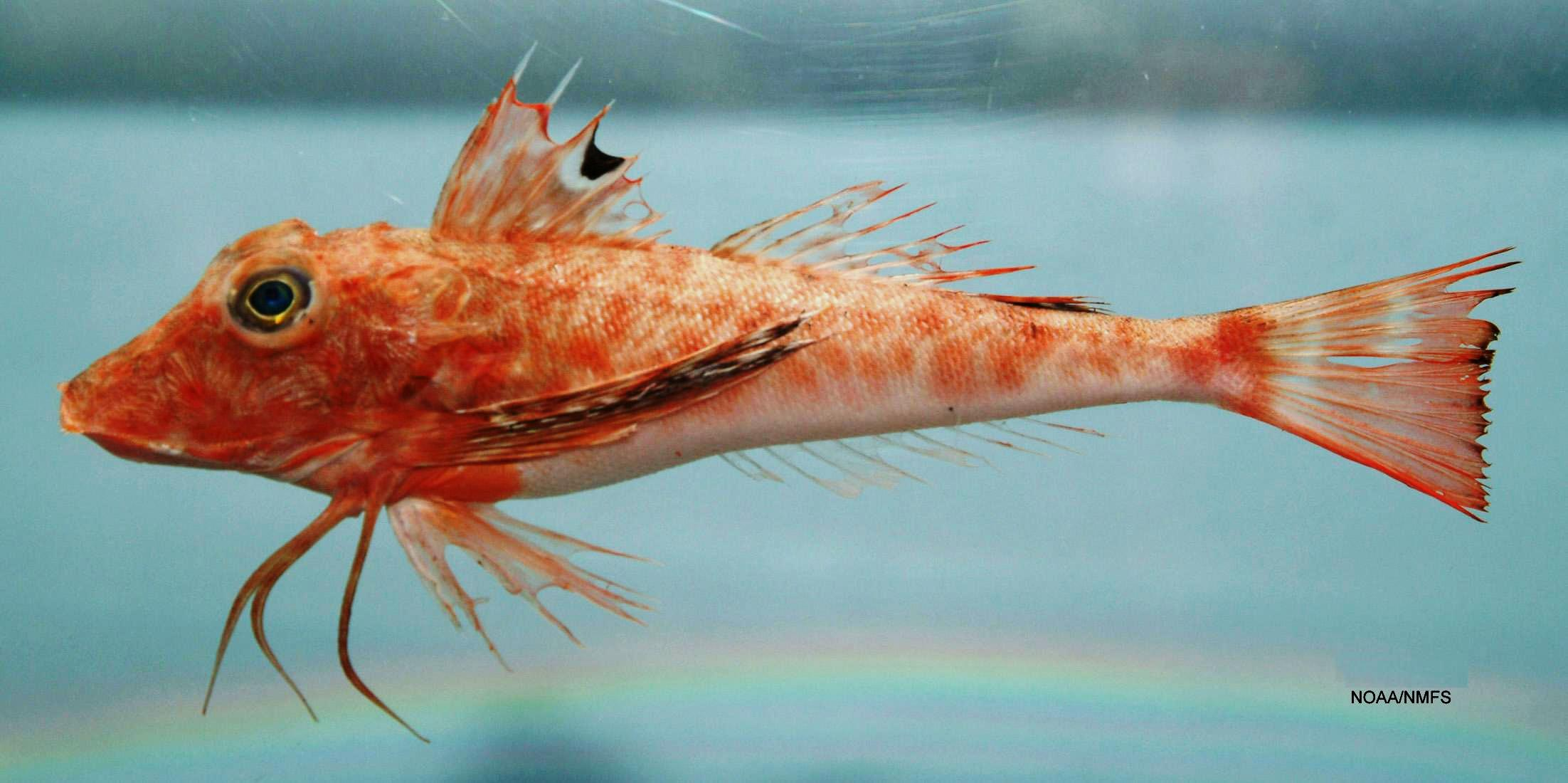
Prionotus paralatus

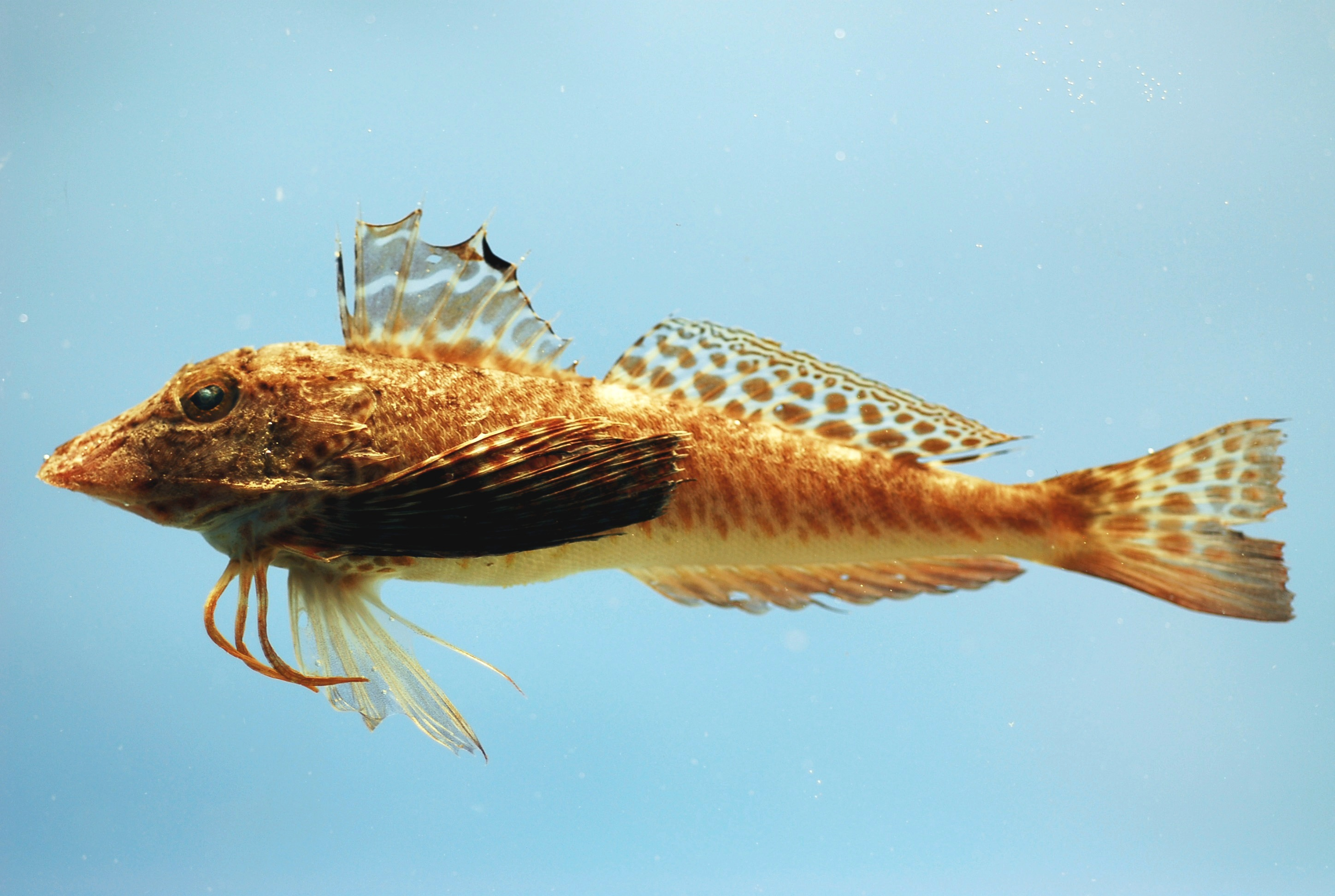
Prionotus scitulus

- Gattung Bellator Jordan & Evermann, 1896
  - Bellator brachychir (Regan, 1914)
  - Bellator egretta (Goode & Bean, 1896)
  - Bellator farrago Richards & McCosker, 1998
  - Bellator gymnostethus (Gilbert, 1892)
  - Bellator loxias (Jordan, 1897)
  - Bellator militaris (Goode & Bean, 1896)
  - Bellator ribeiroi Miller, 1965
  - Bellator xenisma (Jordan & Bollman, 1890)
- Gattung Prionotus Lacépède, 1801
  - Prionotus alatus (Houttuyn, 1782)
  - Prionotus albirostris Jordan & Bollman, 1890
  - Prionotus beanii Goode, 1896
  - Prionotus birostratus Richardson, 1844
  - Prionotus carolinus (Linnaeus, 1771)
  - Prionotus evolans (Linnaeus, 1766)
  - Prionotus horrens Richardson, 1844
  - Prionotus longispinosus Teague, 1951
  - Prionotus martis Ginsburg, 1950
  - Prionotus miles Jenyns, 1840
  - Prionotus nudigula Ginsburg, 1950
  - Prionotus ophryas Jordan & Swain, 1885
  - Prionotus paralatus Ginsburg, 1950
  - Prionotus punctatus (Bloch, 1793)
  - Prionotus roseus Jordan & Evermann, 1887
  - Prionotus rubio Jordan, 1886
  - Prionotus ruscarius Gilbert & Starks, 1904
  - Prionotus scitulus Jordan & Gilbert, 1882
  - Prionotus stearnsi Jordan & Swain, 1885
  - Prionotus stephanophrys Lockington, 1881
  - Prionotus teaguei Briggs, 1956
  - Prionotus tribulus Cuvier, 1829

### Unterfamilie Pterygotriglinae
In der Unterfamilie Pterygotriglinae endet die Seitenlinie auf der Schwanzflossenbasis und ist nicht gegabelt. Eine Basihyale fehlt. Der distale Abschnitt der proximalen Pterygiophoren ist nicht erweitert oder nur von denen neben der ersten Rückenflosse. 27 Wirbel. Die Arten der Unterfamilie leben im Indischen Ozean und im Pazifik.
- Gattung Bovitrigla  Fowler 1938

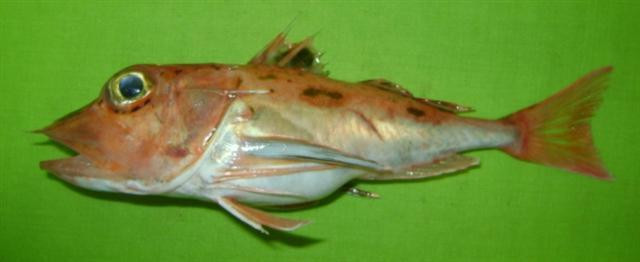
Pterygotrigla arabica

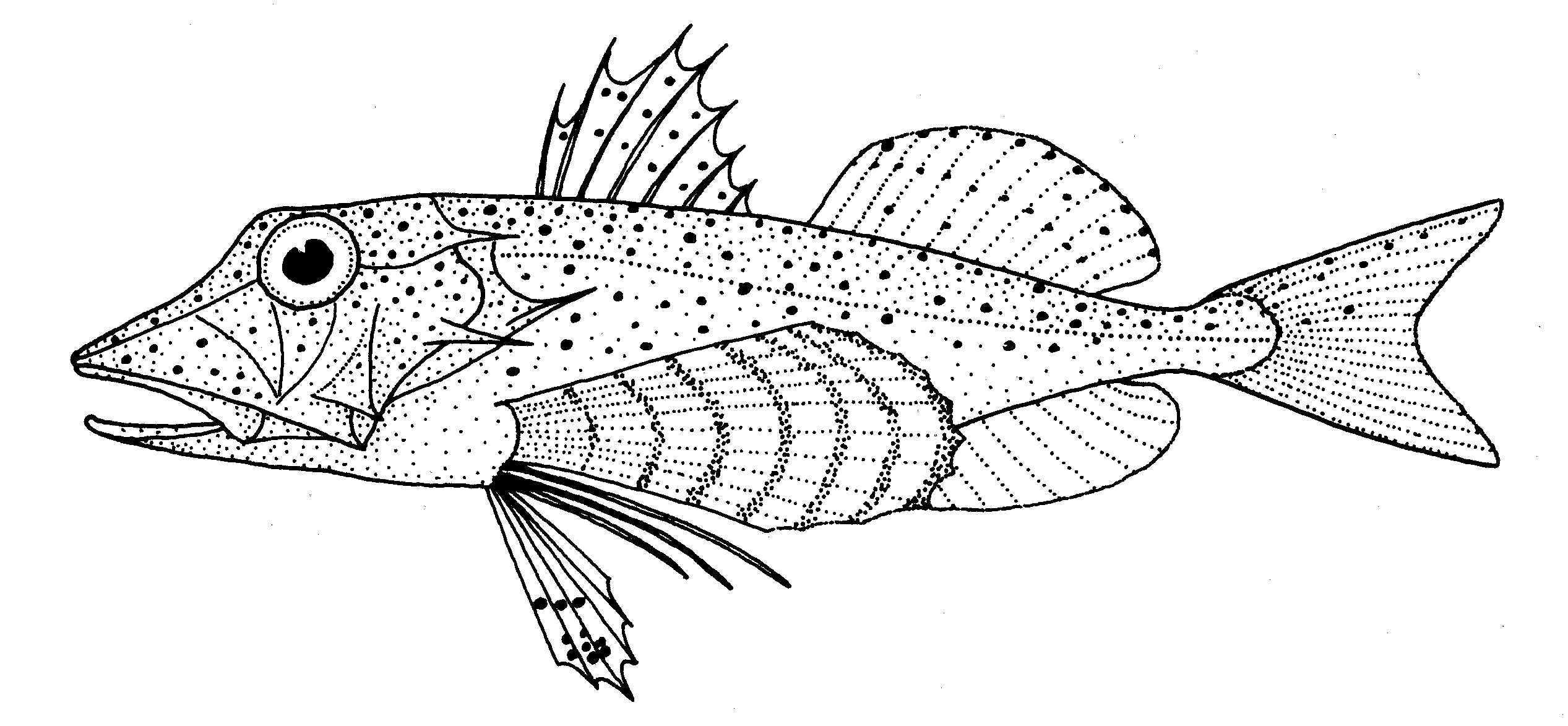
Pterygotrigla picta

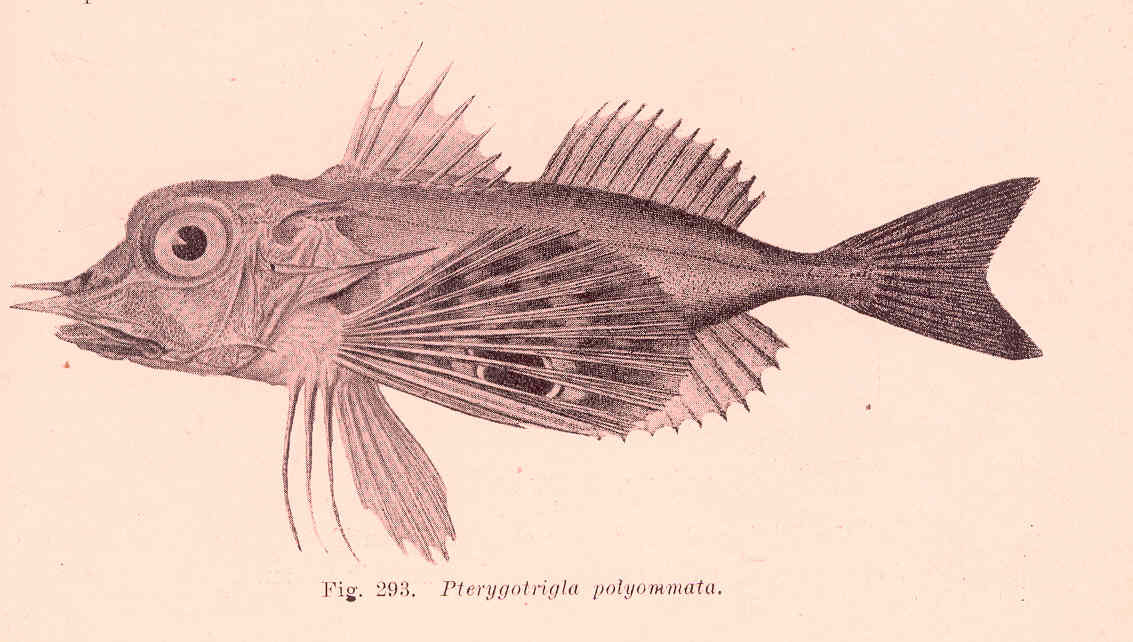
Pterygotrigla polyommata

  - Bovitrigla acanthomoplate (Fowler, 1938)
- Gattung Pterygotrigla Waite, 1899
  - Untergattung Otohime Jordan & Starks 1907
    - Pterygotrigla amaokai Richards, Yato & Last, 2003
    - Pterygotrigla draiggoch Richards, Yato & Last, 2003
    - Pterygotrigla elicryste Richards, Yato & Last, 2003
    - Pterygotrigla hafizi Richards, Yato & Last, 2003
    - Pterygotrigla madagascarensis Yato & Heemstra, 2019
    - Pterygotrigla soela Richards, Yato & Last, 2003
    - Pterygotrigla urashimai Richards, Yato & Last, 2003

  - Untergattung Parapterygotrigla Matsubara, 1937
    - Pterygotrigla hoplites (Fowler, 1938)
    - Pterygotrigla jacad Richards, Yato & Last, 2014
    - Pterygotrigla macrorhynchus Kamohara, 1936
    - Pterygotrigla megalops (Fowler, 1938)
    - Pterygotrigla multiocellata Matsubara, 1937
    - Pterygotrigla robertsi del Cerro & Lloris, 1997

  - Untergattung Pterygotrigla
    - Pterygotrigla andertoni Waite, 1910
    - Pterygotrigla arabica (Boulenger, 1888)
    - Pterygotrigla cajorarori Richards & Yato, 2012
    - Pterygotrigla gomoni Last & Richards, 2012
    - Pterygotrigla guezei Fourmanoir, 1963
    - Pterygotrigla hemisticta (Temminck & Schlegel, 1843)
    - Pterygotrigla leptacanthus (Günther, 1880)
    - Pterygotrigla macrolepidota (Kamohara, 1938)
    - Pterygotrigla multipunctata Yatou & Yamakawa, 1983
    - Pterygotrigla pauli Hardy, 1982
    - Pterygotrigla picta (Günther, 1880)
    - Pterygotrigla polyommata (Richardson, 1839)
    - Pterygotrigla ryukyuensis Matsubara & Hiyama, 1932
    - Pterygotrigla saumarez Last & J. Richards, 2012
    - Pterygotrigla spirai Golani & Baranes, 1997
    - Pterygotrigla tagala (Herre & Kauffman, 1952)

### Unterfamilie Triglinae
In der Unterfamilie Triglinae ist die Seitenlinie auf der Schwanzflosse gegabelt. Alle distalen Enden  der proximalen Pterygiophoren sind erweitert und freistehend entlang der ersten und zweiten Rückenflossenbasis. Eine Basihyale fehlt. 29 bis 35 Wirbel. Die Unterfamilie Triglinae kommt im östlichen Atlantik, im Indischen Ozean und im Pazifik vor.

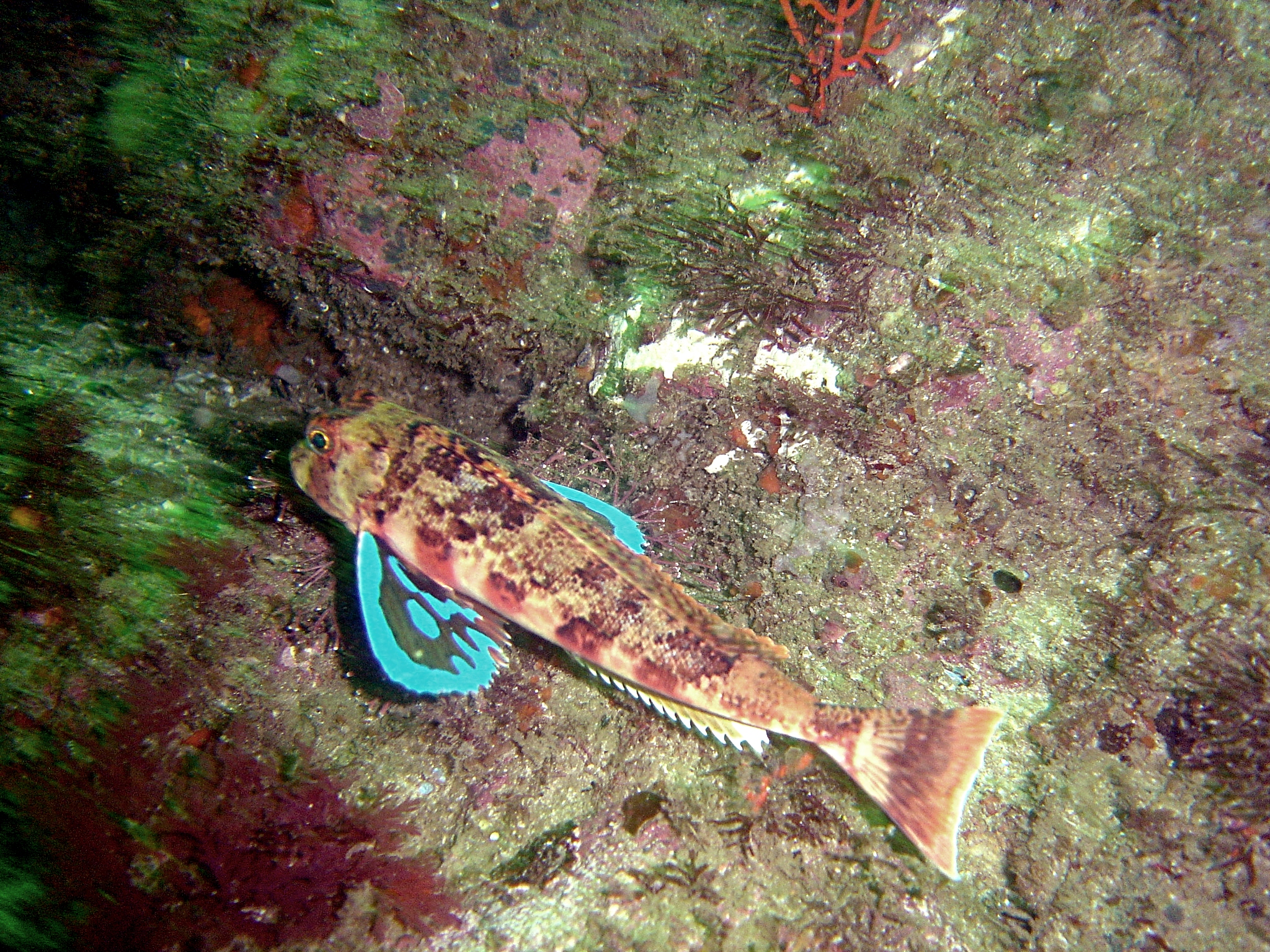
Chelidonichthys capensis

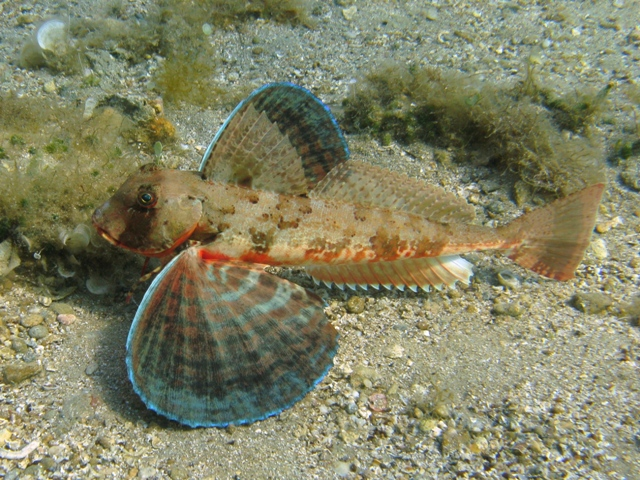
Gestreifter Knurrhahn (Chelidonichthys lastoviza)

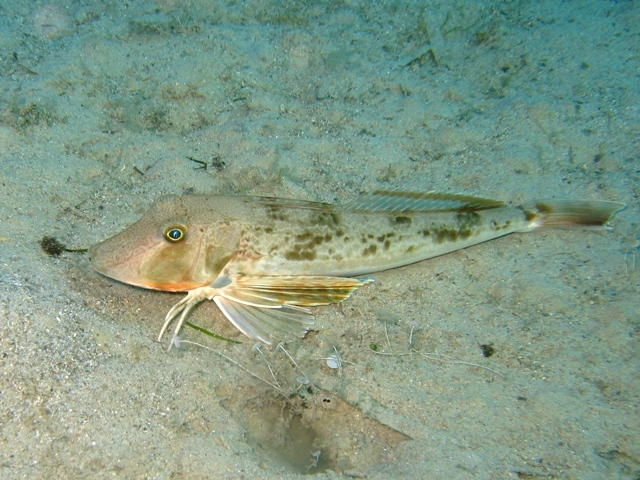
Roter Knurrhahn (Chelidonichthys lucerna)

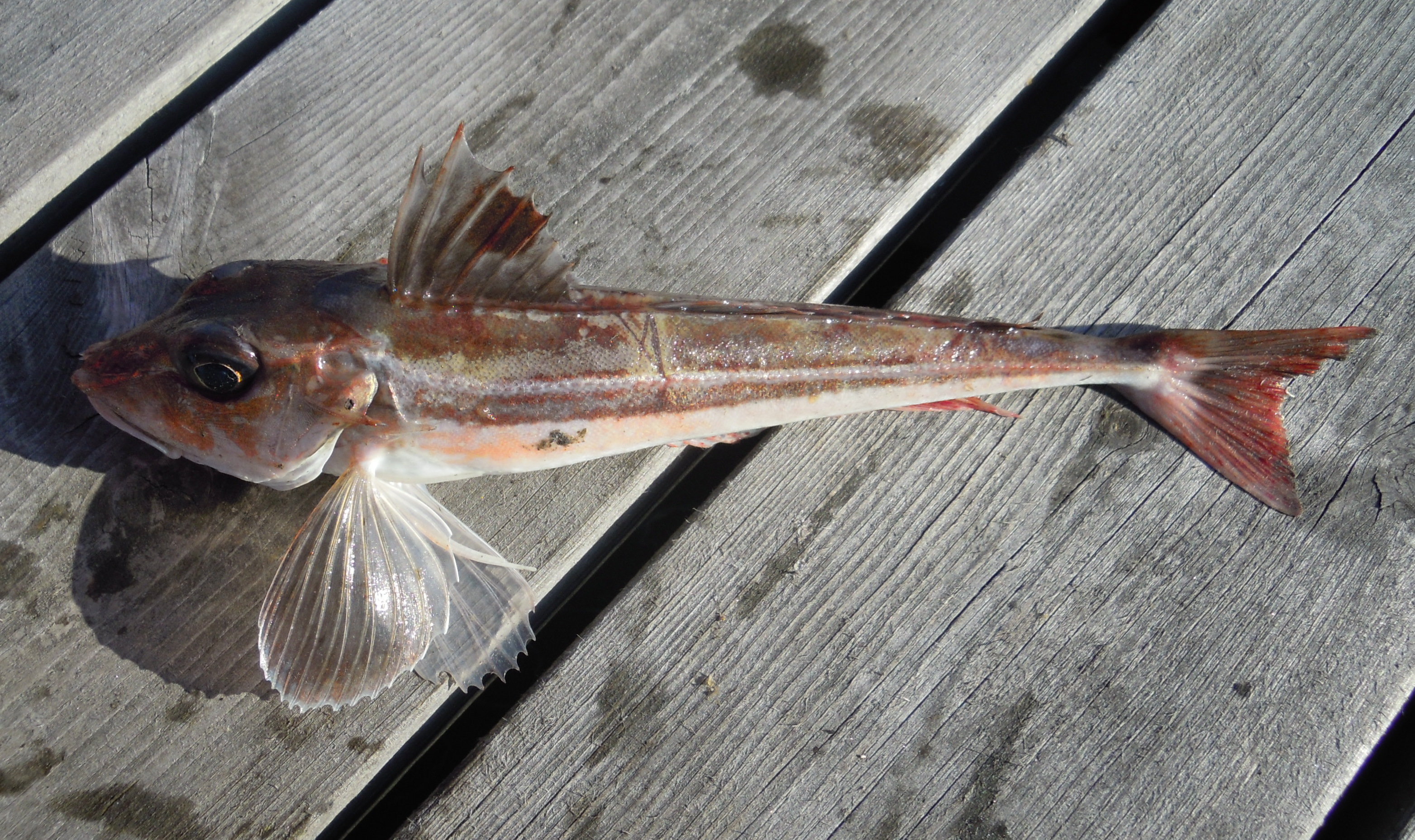
Grauer Knurrhahn (Eutrigla gurnardus)

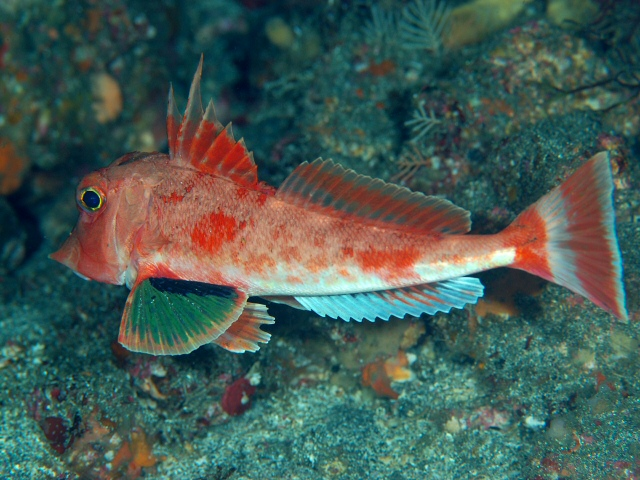
Lepidotrigla guentheri

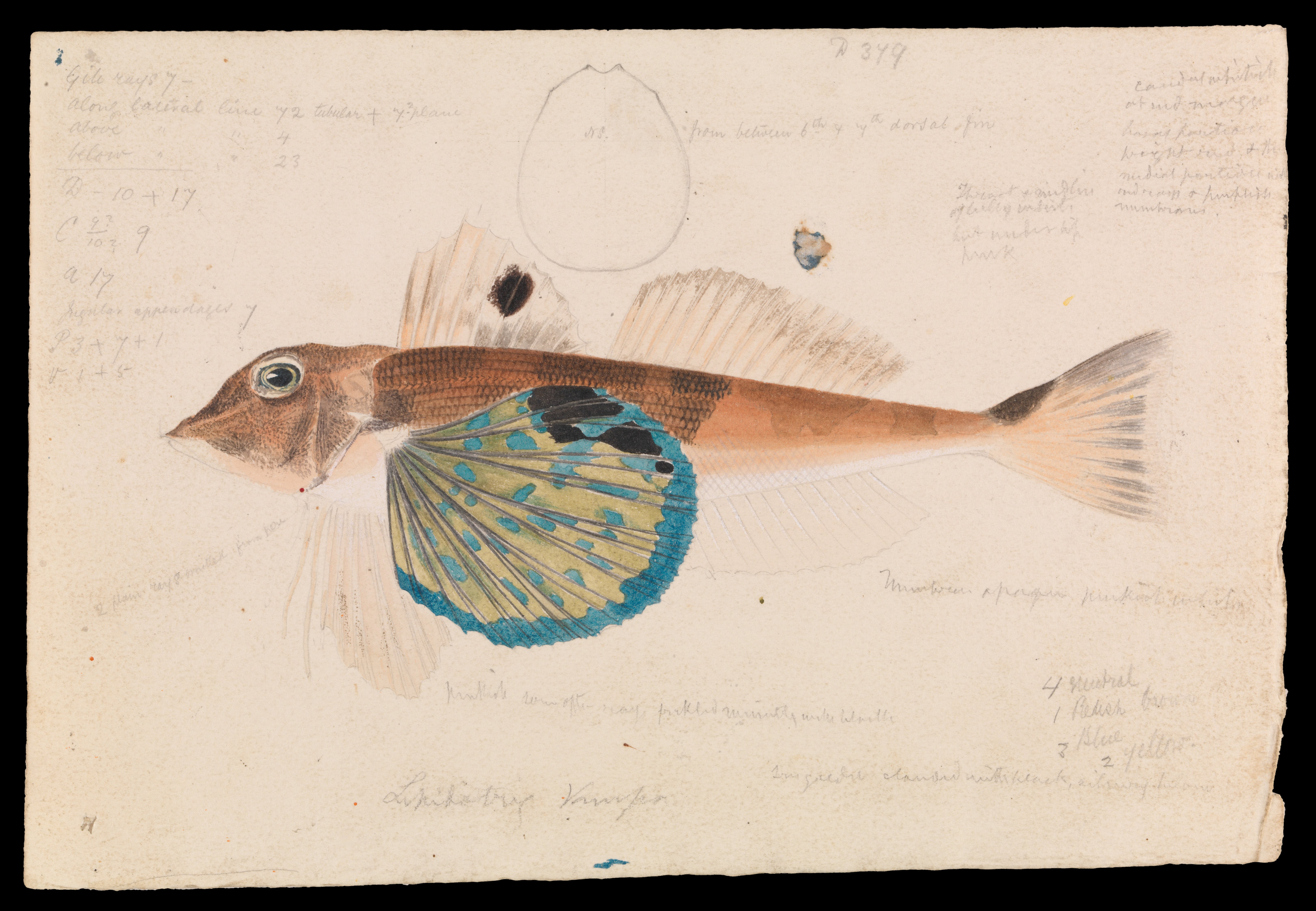
Lepidotrigla vanessa

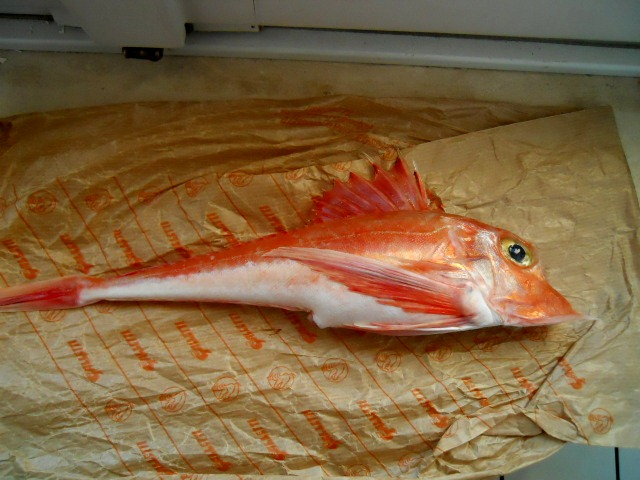
Leierknurrhahn (Trigla lyra)

- Gattung Chelidonichthys Kaup, 1873
  - Kap-Knurrhahn (Chelidonichthys capensis (Cuvier, 1829))
  - Seekuckuck (Chelidonichthys cuculus (Linnaeus, 1758))
  - Chelidonichthys gabonensis (Poll & Roux, 1955)
  - Chelidonichthys ischyrus Jordan & Thompson, 1914
  - Neuseeländischer Roter Knurrhahn (Chelidonichthys kumu (Cuvier, 1829))
  - Gestreifter Knurrhahn (Chelidonichthys lastoviza (Bonnaterre, 1788))
  - Roter Knurrhahn (Chelidonichthys lucerna (Linnaeus, 1758))
  - Fähnlich-Knurrhahn (Chelidonichthys obscurus (Bloch & Schneider, 1801))
  - Chelidonichthys queketti (Regan, 1904)
  - Chelidonichthys spinosus (Gomon, 1987)
- Gattung Eutrigla Fraser-Brunner, 1938
  - Grauer Knurrhahn (Eutrigla gurnardus) (Linnaeus, 1758)
- Gattung Lepidotrigla Günther, 1860
  - Lepidotrigla abyssalis Jordan & Starks, 1904
  - Lepidotrigla alata (Houttuyn, 1782)
  - Lepidotrigla alcocki Regan, 1908
  - Lepidotrigla annamarae del Cerro & Lloris, 1997
  - Lepidotrigla argus Ogilby, 1910
  - Lepidotrigla argyrosoma Fowler, 1938
  - Lepidotrigla bentuviai Richards & Saksena, 1977
  - Lepidotrigla bispinosa Steindachner, 1898
  - Lepidotrigla brachyoptera Hutton, 1872
  - Lepidotrigla cadmani Regan, 1915
  - Lepidotrigla calodactyla Ogilby, 1910
  - Lepidotrigla carolae Richards, 1968
  - Großschuppen-Knurrhahn (Lepidotrigla cavillone (Lacépède, 1801))
  - Lepidotrigla deasoni Herre & Kauffman, 1952
  - Stachel-Knurrhahn (Lepidotrigla dieuzeidei Blanc & Hureau, 1973)
  - Lepidotrigla eydouxii Sauvage, 1878
  - Lepidotrigla faurei Gilchrist & Thompson, 1914
  - Lepidotrigla grandis Ogilby, 1910
  - Lepidotrigla guentheri Hilgendorf, 1879
  - Lepidotrigla hime Matsubara & Hiyama, 1932
  - Lepidotrigla japonica (Bleeker, 1854)
  - Lepidotrigla jimjoebob Richards, 1992
  - Lepidotrigla kanagashira Kamohara, 1936
  - Lepidotrigla kishinouyi Snyder, 1911
  - Lepidotrigla larsoni del Cerro & Lloris, 1997
  - Lepidotrigla lepidojugulata Li, 1981
  - Lepidotrigla longifaciata Yatou, 1981
  - Lepidotrigla longimana Li, 1981
  - Lepidotrigla longipinnis Alcock, 1890
  - Lepidotrigla macracaina Gomon & Kawai, 2018
  - Lepidotrigla macrobrachia Fowler, 1938
  - Lepidotrigla maculapinna Gomon & Kawai, 2018
  - Lepidotrigla marisinensis (Fowler, 1938)
  - Lepidotrigla microptera Günther, 1873
  - Lepidotrigla modesta Waite, 1899
  - Lepidotrigla mulhalli Macleay, 1884
  - Lepidotrigla multispinosa Smith, 1934
  - Lepidotrigla musorstom del Cerro & Lloris, 1997
  - Lepidotrigla nana del Cerro & Lloris, 1997
  - Lepidotrigla oglina Fowler, 1938
  - Lepidotrigla omanensis Regan, 1905
  - Lepidotrigla papilio (Cuvier, 1829)
  - Lepidotrigla pectoralis Fowler, 1938
  - Lepidotrigla pleuracanthica (Richardson, 1845)
  - Lepidotrigla psolokerkos Gomon & Psomadakis, 2018
  - Lepidotrigla punctipectoralis Fowler, 1938
  - Lepidotrigla robinsi Richards, 1997
  - Lepidotrigla russelli del Cerro & Lloris, 1995
  - Lepidotrigla sayademalha Richards, 1992
  - Lepidotrigla sereti del Cerro & Lloris, 1997
  - Lepidotrigla spiloptera Günther, 1880
  - Lepidotrigla spinosa Gomon, 1987
  - Lepidotrigla tanydactyla Gomon & Kawai, 2018
  - Lepidotrigla umbrosa Ogilby, 1910
  - Lepidotrigla vanessa (Richardson, 1839)
  - Lepidotrigla vaubani del Cerro & Lloris, 1997
  - Lepidotrigla venusta Fowler, 1938
- Gattung Parapterygotrigla Matsubara, 1937
  - Parapterygotrigla multiocellata (Matsubara, 1937)
- Gattung Trigla Linnaeus, 1758
  - Leierknurrhahn (Trigla lyra) Linnaeus, 1758

### Unterfamilie Panzerknurrhähne (Peristediinae)
- siehe Hauptartikel